# Roberto Álamo
Roberto Martínez Felipe, conhecido artisticamente como Roberto Álamo, (Madrid, 1 de janeiro de 1970) é um ator espanhol. Ganhou o Prêmio Goya de melhor ator coadjuvante em 2014, pelo seu papel no filme La gran familia española. Também ganhou, em 2017, o Prêmio Goya de melhor ator pelo seu papel no filme Que Dios nos perdone.